# 성세창
성세창(成世昌, 1481년 ~ 1548년)은 조선의 문신이다. 본관은 창녕. 자는 번중(蕃仲), 호는 돈재(遯齋). 명종 즉위 후 좌의정까지 되었지만 대윤 세력인 윤임과 연루되며 교체되었고, 이후 유배되었다가 귀양지에서 사망했으며, 사후에 사림파 집권 후 신원되었다. 붕당은 훈구파였지만, 학문이 뛰어나고 강직한 성품으로 많은 선비들의 존경을 받았다. 예조판서 성현의 아들이며, 좌참찬 성임의 조카이다.

## 생애
1507년(중종 2) 증광문과에 병과로 급제하여 전경, 홍문관정자, 집의, 설경, 박사, 홍문관부수찬, 검토관, 사간원정언, 사과, 헌납을 지낸 뒤 사간원헌납, 홍문관교리, 이조정랑을 지내다 의정부사인이 되고, 이후 집의와 사간을 거쳐 사헌부집의를 하고 사간원사간으로 있다가 이후 직제학이 되고 동부승지로 당상관에 오른다. 이후 참찬관으로 있다가 기묘사화로 파직되지만 이후 재기용되어 공조참의가 되고, 강원도관찰사로 민정을 다스렸으며 이후 형조참판이 되었다가 주문사로 중국에 다녀온 뒤 경상도관찰사가 되었다. 첨지중추부사로 있다가 성균관대사성, 전라도관찰사, 동지중추부사를 거쳐 예조참판과 이조참판이 되고, 함경도관찰사를 거쳐 사헌부대사헌이 된다. 이후 대사헌을 거쳐 형조참판이 되지만, 홍언필, 윤인경, 정광필, 이언적, 권벌, 김극핍, 안윤덕, 이행, 심정, 이유청, 이항, 최명창 등과 권신이던 김안로를 논척하다 벼슬에서 쫓겨났지만 이후 김안로가 실각하자 재기용되어 공조판서, 우참찬, 우찬성, 형조판서를 거쳐 지중추부사에 이어 이조판서가 되고, 동지성균관사에 이어 세자빈객이 되고 우참찬으로 임명되고, 이후 사헌부대사헌으로 다시 임명되고 우참찬, 대사헌을 거쳐 동지사가 되고, 의정부좌참찬에 이어 의정부우참찬을 하고, 이어서 동지사에 이어 대사헌과 의정부좌참찬을 하다가 종부시제조를 하고, 우참찬, 예조판서, 이조판서로 있으며 홍언필, 윤인경, 유관, 유인숙, 심연원, 권벌, 윤은보 등과 대윤 일파가 된다. 이후 지의금부사를 거쳐 다시 이조판서가 되고, 지중추부사에 이어 의정부우참찬으로 다시 임명된다. 이후 우참찬과 형조판서를 하다가 이후 다시 의정부우참찬, 형조판서, 예조판서, 호조판서, 대제학을 하는데 이후 다시 한 번 호조판서와 대제학을 하다가 빈객이 되고 우찬성으로 승진한다. 이후 좌찬성과 대제학을 하다가 우의정이 되고 이 때 홍언필, 윤인경, 유관, 심연원, 상진, 권벌, 윤개, 민제인, 이언적, 정사룡, 신광한 등과 윤원로를 탄핵하여 귀양을 보냈고 이후 명종 즉위 후 명나라에 사신으로 다녀와서 좌의정이 되지만, 이후 을사사화 때 윤임의 일파로 몰려 귀양을 갔다가 귀양지에서 병사했다. 학문이 뛰어나 사림들의 추앙과 존경을 받았으며, 선조 즉위 후 신원되었다. 훈구파와 사림파의 존경을 모두 받은 정승 중 한 명이다. 시호는 문장(文莊)이다.